# Lebusa
Lebusa is een gemeente in de Duitse deelstaat Brandenburg, en maakt deel uit van het Landkreis Elbe-Elster.
Lebusa telt 806 inwoners.